# رباط رسغي خلفي

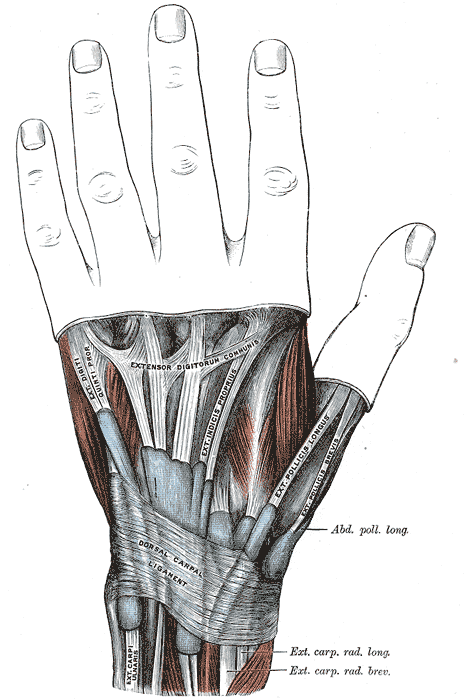
الأغماد المُخاطية لأوتار ظهر المعصم. (تم تمييز الرباط الرسغي الظهري في أسفل المنتصف.)

القيد الباسط (الرباط الرسغي الخلفي أو الرباط الحلقي الخلفي) هو جزء سميك من اللفافة الساعِدِيّة ويعمل على تثبيت أوتار عضلات البسط في أماكنها. يوجد هذا القيد في الجزء الخلفي من الساعد، بالقرب من اليد، وهو متصل بالرباط الرسغي الراحي الموجود في الجهة الأمامية من الساعد.

## البنية
القيد الباسط هو شريط ليفي قوي يمتد بشكل مائل نحو الأسفل والداخل عبر الجزء الخلفي من المعصم. ويتكوّن من جزء من اللفافة العميقة للسطح الخلفي للساعد، تدعمه ألياف عرضية تزيد من قوّته وثباته.

## العلاقات التشريحية
تمرّ تحت القيد الباسط ستة غمدات زلالية منفصلة، تضمّ الأوتار الآتية:
1. الوتران الخاصان بعضلة مبعدة الإبهام الطويلة وباسطة الإبهام القصيرة.
2. وترَا باسط الرسغ الكعبري الطويل والقصير.
3. وتر باسطة الإبهام الطويلة.
4. أوتار باسطة الأصابع المشتركة والباسطة الخاصة بالسبابة.
5. وتر باسطة الخنصر.
6. وتر باسطة الرسغ الزندية.[3]

وعلى الجانب الخلفي لليد، يُقابل القيد الباسط من حيث الموضع والتركيب الرباط الرسغي الراحيّ، وكلاهما امتداد للّفافة الساعدية، مما يجعلهما بنيتين متصلتين. ومن هنا، يُطلق على القيد المثني لليد في كثير من الأحيان اسم "الرباط الرسغي المستعرض" تجنبًا للخلط بينه وبين الرباط الباسط.

## النسج المجهرية
يتكوّن القيد الباسط من ثلاث طبقات:
الطبقة الأعمق تُعرف بطبقة الانزلاق، وتحتوي على خلايا تفرز حمض الهيالورونيك لتسهيل حركة الأوتار.
الطبقة المتوسطة، وهي الأثخن، تتكون من ألياف الإيلاستين، وحزم كولاجينية، وخلايا ليفية.
أما الطبقة السطحية، فهي مكوّنة من نسيج ضام رخو يحتوي على أوعية دموية.
وتتحد هذه الطبقات الثلاث لتشكّل سطحًا أملسًا يسمح بانزلاق الأوتار بسلاسة، كما توفر دعمًا ميكانيكيًا يمنع انبعاج الأوتار أثناء الحركة. القيد القدمي الباسط له نفس التركيب.[بحاجة لمصدر]

## الأهمية السريرية
أظهرت الدراسات التي أُجريت على القيد الباسط إمكانية استخدامه في عدد من الإجراءات الجراحية. فقد ثبت أن استخدام رقعة مأخوذة من القيد الباسط يمكن أن يكون فعّالًا في علاج إصابة مفصل الملاكم، خصوصًا في الحالات التي يتعذّر فيها إصلاح المحفظة المفصلية التالفة بشكل مباشر.
ونظرًا للتشابه في البنية النسيجية، تشير الدراسات أيضًا إلى أن القيد الباسط يُعد خيارًا بيولوجيًا مناسبًا لترميم البكرة الحلقية المتضررة أو الناقصة.

## صور إضافية

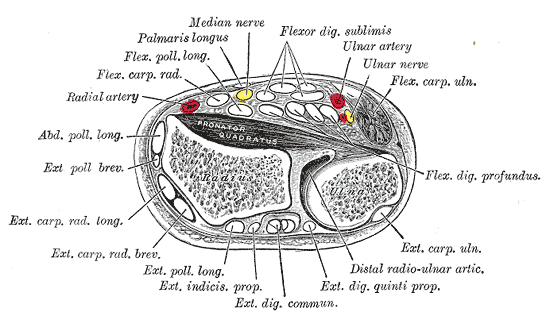
مقطع عرضي عبر النهايات البعيدة للكعبرة والزند
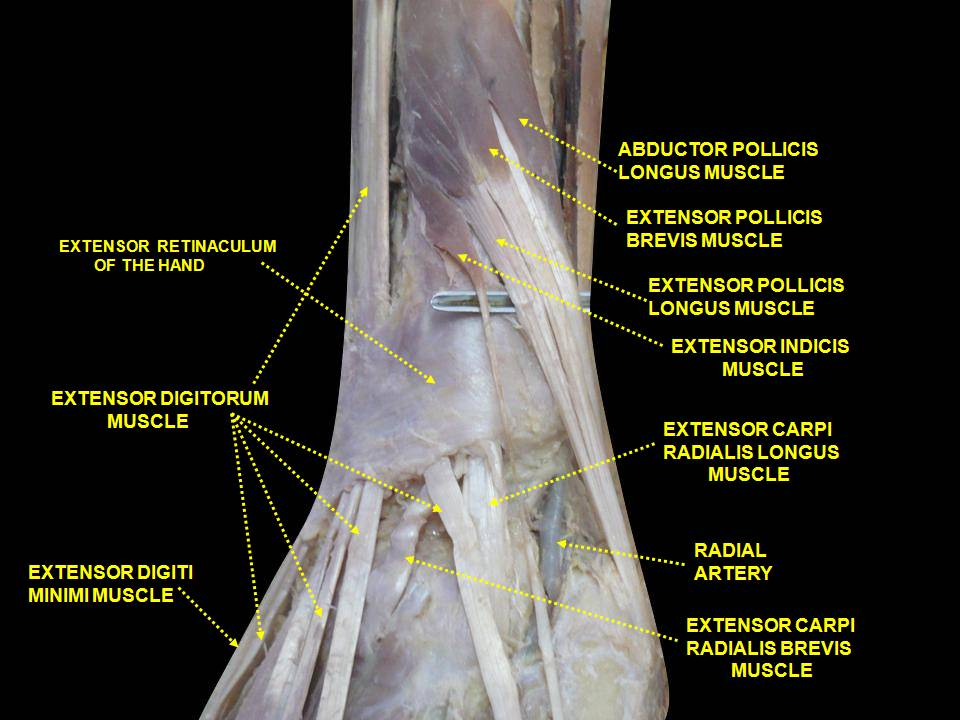
القيد الباسط في اليد – تشريح عميق